# National Center for Supercomputing Applications

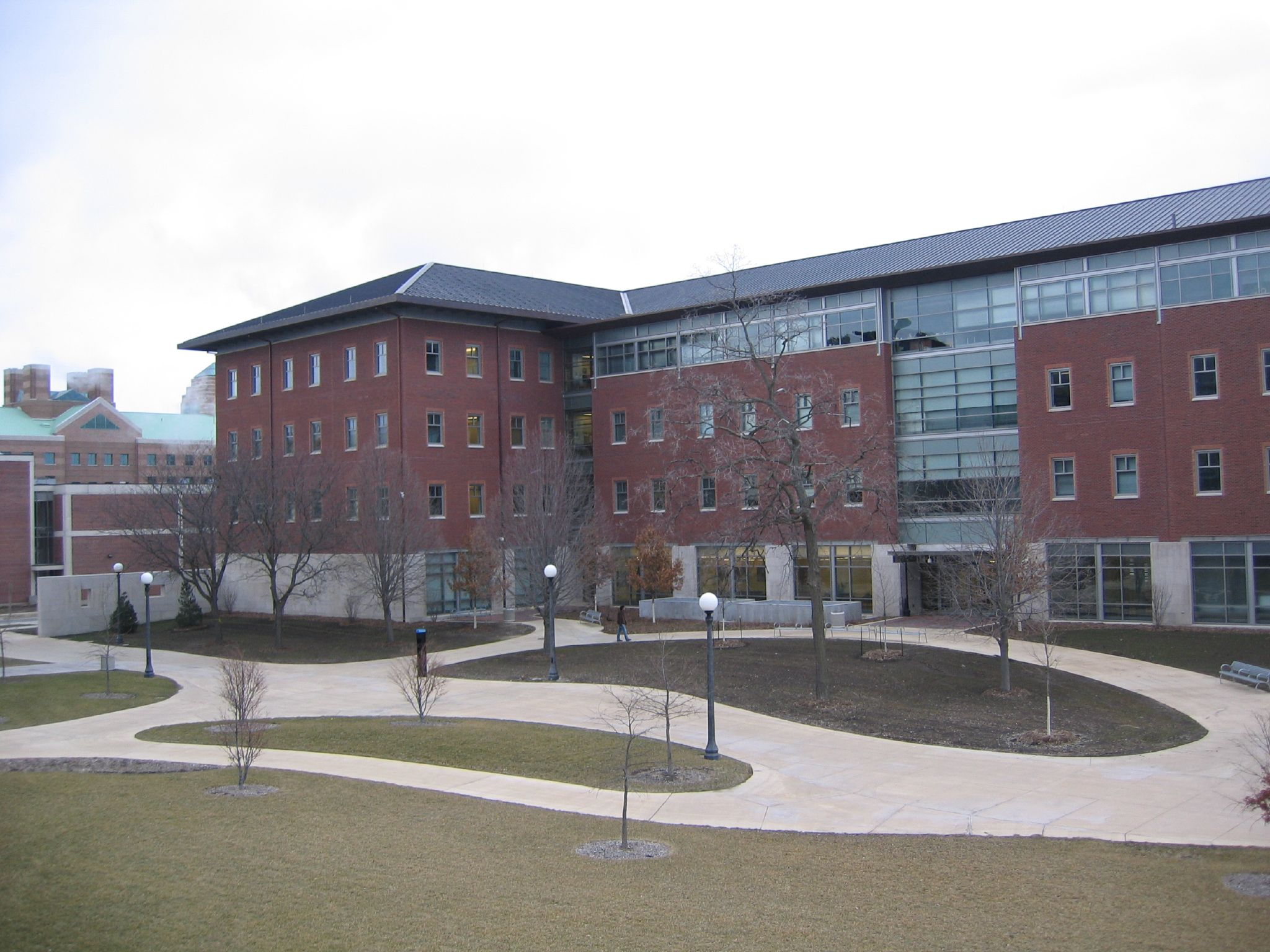
Byggnad för NCSA.

National Center for Supercomputing Applications (förkortat NCSA) ett samarbete mellan delstaten Illinois och den federala statsmakten i USA  är mest känt för att ha utvecklat webbläsaren NCSA Mosaic och webbservern NCSA HTTPd som är den ursprungliga programvaran till Apache HTTP Server.